# شفیع‌لی
شفیع‌لی (به لاتین: Şəfili) یک منطقه مسکونی در جمهوری آذربایجان است که در شهرستان قبله واقع شده‌است. شفیع‌لی ۲۰۶ نفر جمعیت دارد.